# Iglesia de San Cayetano (Córdoba)
La iglesia de San Cayetano, también llamada iglesia de San José, es una iglesia de Córdoba (España) ubicada en la cuesta del mismo nombre, perpendicular a la avenida de las Ollerías y paralela a la calle Alonso el Sabio. En el lateral se encuentra el convento carmelita y en la parte posterior el Colegio Virgen del Carmen. El 25 de septiembre de 2024, Don Demetrio Fernández González firmó un decreto reconociendo a la iglesia como Santuario Mariano Diocesano de Nuestra Señora del Carmen.

## Historia
El nombre original suyo fue iglesia o convento de San José, santo que está en una capilla lateral y que en su momento fue muy venerado, además de encontrarse en una hornacina en la fachada principal. El edificio se inició en 1638 y se finalizó en 1656 después de muchas vicisitudes y cambios en el planteamiento inicial, sufriendo incluso en el siglo XVIII importantes reformas.
Durante el transcurso de la Guerra Civil (1936-1939) el convento fue reaprovechado como centro de reclusión para prisioneros republicanos por parte del bando sublevado. Entre marzo de 1938 y agosto de 1939 en el recinto llegó a haber más de un millar de internados.

## Características y descripción
La iglesia es de estilo barroco como se puede apreciar en su interior, con frescos en toda la bóveda central, capillas laterales a lo largo de la misma y con un retablo en el que se encuentra la imagen de la virgen del Carmen que se procesiona por la cuesta y el barrio de Santa Marina todos los 16 de julio por los miembros de la Hermandad del Carmen. A la derecha del altar se encuentra la imagen de Santa Teresa de Jesús, doctora de la iglesia y mística del Siglo de Oro español, y el acceso al patio del convento.
En el lado contrario se encuentra en una capilla de mayor tamaño, ocupando toda la nave de la cruz izquierda, la dedicada a Nuestro Padre Jesús Caído y Nuestra Señora del Mayor Dolor en su Soledad, titulares de la hermandad de Jesús Caído. En la parte superior del centro de la nave y a lo largo de ella se encuentran enormes cuadros representando diferentes escenas y santos.